# Paddy Roche
Patrick Joseph Christopher „Paddy” Roche (ur. 4 stycznia 1951 w Dublinie) – irlandzki piłkarz występujący na pozycji bramkarza.

## Kariera klubowa
Roche karierę rozpoczynał w 1970 roku w zespole Shelbourne. W 1973 roku przeszedł do angielskiego Manchesteru United. W debiutanckim sezonie 1973/1974 spadł z nim z Division One do Division Two, nie rozgrywając tam jednak żadnego spotkania. W następnym sezonie awansował jednak z zespołem z powrotem do Division One. W lidze tej zadebiutował 1 listopada 1975 w wygranym 1:0 meczu z Norwich City. W sezonie 1976/1977 wywalczył z klubem Puchar Anglii, a w sezonie 1979/1980 wicemistrzostwo Anglii. Graczem Manchesteru był przez 9 sezonów, pozostając przez ten czas rezerwowym bramkarzem najpierw dla Alexa Stepneya, a następnie dla Gary’ego Baileya i rozgrywając łącznie 46 ligowych spotkań.
W 1982 roku Roche odszedł do Brentfordu z Division Three i występował tam przez dwa sezony. W kolejnych latach grał jeszcze w zespole Division Four – Halifax Town, a także w Northwich Victoria z Conference National. W 1990 roku zakończył karierę.

## Kariera reprezentacyjna
W reprezentacji Irlandii Roche zadebiutował 10 października 1971 w przegranym 0:6 meczu eliminacji Mistrzostw Europy 1972 z Austrią. W latach 1971–1975 w drużynie narodowej rozegrał 8 spotkań.